# Reig Capital Group
Reig Capital Group és un hòlding andorrà amb presència internacional a set països. Fins a l'any 2013 tenia la seu operativa a Barcelona i la seu corporativa als Països Baixos, ara té la seu central a Andorra després de fer-ne el trasllat però mantenint l'oficina de Barcelona.
Juntament amb Mandarin Oriental Hotel Group el 2009 van obrir l'Hotel Mandarin Oriental a Barcelona, a l'antiga seu del Banco Hispano Americano a Passeig de Gràcia.

## Història
La indústria del tabac és part de l'origen del grup, amb la creació de Tabacs Reig.